# Rosanah Fienngo
Rosana Fiengo (São Paulo, 7 de março de 1954), popularmente conhecida por Rosana e, posteriormente, como Rosanah Fienngo, é uma cantora brasileira. Seu grande sucesso foi a canção "O Amor e o Poder", que fez parte da trilha da telenovela Mandala (1987).

## Juventude
Rosanah nasceu no bairro do Brás, em São Paulo, no dia 7 de março de 1954. Filha de Aldo Fiengo e Zenaide Romano Fiengo, ela começou a cantar profissionalmente aos 13 anos na Casanova's, a banda de seu pai.

## Carreira artística
Em 1969, Rosanah foi vocal do conjunto Cry Babies ao lado de músicos como Luiz Carlos Batera, um dos fundadores da Banda Black Rio. e em, 1972, Tim Maia gravou sua composição "Já Era Tempo de Você". Em 1978, ainda na banda do pai e já morando na cidade do Rio de Janeiro, gravou um compacto simples pela gravadora Odeon, com a romântica "Fique um Pouco Mais" — que foi incluída na trilha da novela Pecado Rasgado da Rede Globo — e "Muito Independente", em ritmo de discothèque. A banda Casanova's chegou a aparecer numa cena dessa novela, com Rosana como vocalista. Participou ainda de diversos programas de televisão da época, como Globo de Ouro, Chacrinha, Carlos Imperial, Sexta Super, Raul Gil e Almoço com as Estrelas. Toca todo tipo de instrumentos de corda, como o violão, além de teclado e piano.
Em 1980, aos 26 anos, decidiu de fato seguir a carreira profissional na música, mas teve que fazer uma difícil escolha: aprovada no vestibular na Universidade Gama Filho no curso de psicologia, teve que optar entre os estudos e a música, e foi a música que escolheu, apesar de ainda gostar sobre assuntos referentes a psicologia.
Em 1981, classificou-se no Festival MPB Shell da Rede Globo com a canção "Pensei Que Fosse Fácil, mas não É", de Zé Rodrix. Em 1985, participou de outro festival da Rede Globo, o Festival dos Festivais, e interpretou numa das eliminatórias a canção "Vidraça". Ainda naquele ano, participa do especial infantil A Era dos Halley de Augusto César Vannucci, cantando ao lado de Guilherme Lamounier a música "Luz de Mim" de Daltony Nóbrega. Em 1986, após gravar alguns discos e participar de outros, uma fita com uma gravação daquele que é considerado pela cantora o seu primeiro sucesso da carreira — "Nem um toque", foi levada à Rede Globo e acabou inserida na trilha sonora da telenovela Roda de Fogo (1986). Com essa exposição, a música foi exaustivamente executada nas rádios. Rosana então assinou contrato com a CBS/Sony Music (atual Sony BMG) neste mesmo ano, permanecendo neste selo até 1993, quando migrou para a Polygram.[carece de fontes?]

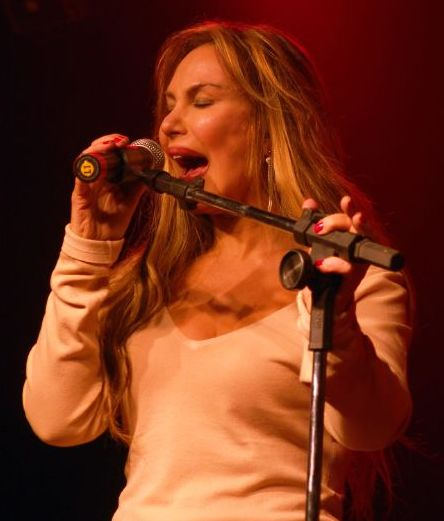
Rosanah Fienngo durante uma apresentação em 2005

O maior sucesso, porém, ocorreu em 1987, com a canção "O Amor e o Poder", que fez parte da trilha de Mandala (1987), como tema da personagem Jocasta, vivida por Vera Fischer. Versão da música "The Power of Love", a faixa ficou por várias semanas consecutivas em primeiro lugar nas paradas de sucesso. O disco Coração Selvagem, que continha esta canção, vendeu mais de um milhão de cópias, rendendo à cantora vários troféus e homenagens. Em 1988, foi indicada ao Troféu Imprensa nas categorias de Melhor Cantora de 1987 e Melhor Música do mesmo ano. Também foi indicada a este prêmio nas categorias de Melhor Cantora de 1988 e a mesma categoria em 1989.
Ao longo da carreira, gravou mais de doze discos, dos quais oito tiveram execução fora do Brasil, sobretudo na América Latina e Portugal, contabilizando oito discos de ouro e dois de platina, e também foi convidada para gravar com cantores internacionais, como Ana Gabriel e Emmanuel, e apresentou-se nos principais programas televisivos. Sempre fez muito sucesso com suas músicas de cunho romântico e de sentimentos profundos.
Nos anos 1990 dedicou-se a gravar projetos especiais privilegiando outros estilos musicais, tais como o rhythm and blues no álbum Doce Pecado, 1990 gravado em Miami (EUA) com produção de Ronnie Foster, releituras de clássicos da MPB (Gata de Rua, 1993, com produção de Roberto Menescal) ou uma incursão pela dance music (Vende Peixe-Se, 1996). Em 1991, Rosana fez vocalize no funk eletrônico Mexa-se, faixa do trabalho de estreia da banda Magrellos, participando do clipe do grupo veiculado na MTV e também em programas televisivos.
Quando se comemoraram os 90 anos de Carmen Miranda, fez uma homenagem a ela excursionando, em parceria ao Quarteto Maogany, com o espetáculo em 1999. A cantora também gravou canções para dois filmes da Disney: O Corcunda de Notre Dame e Oliver & Sua Turma.
Rosana tem como madrinha de carreira a cantora Leny Andrade e é reconhecida como uma das maiores cantoras brasileiras de todos os tempos por nomes consagrados como o cantor e compositor Caetano Veloso, e o produtor musical Max Pierre.
No atual Prêmio de Música Brasileira (antigo Prêmio TIM/SHARP) organizado por José Maurício Machline, Rosana é uma das recordistas com 9 (nove) indicações, sendo a última em 2004 pelo álbum Rosana (Movieplay, 2003), e vencedora de 5 (cinco) prêmios de Melhor Cantora Popular em 1987, 1989, 1990, 1992 e 1994.
Em janeiro de 2023, foi concorrente da terceira temporada do The Masked Singer Brasil com a personagem "Suculenta Vermelhícia", integrando o trio de mascarados "Os Suculentos" ao lado de Patrícia Marx e Sylvinho Blau-Blau. O Trio foi eliminado no sexto programa da temporada em 26 de fevereiro de 2023.
Atualmente, vive no Rio de Janeiro e continua fazendo espetáculos pelo Brasil e exterior, cantando e tocando piano e violão.

## Vida pessoal
Rosana sempre teve dificuldades para engravidar e por mais de 15 anos fez tratamento sem nenhum resultado. Em 1994, aos 40 anos, nesta época casada com o produtor Rodrigo Di Castro, obteve sucesso em engravidar, mas perdeu o bebê com cinco meses de gestação: seu filho parou de se desenvolver por causa de uma virose múltipla. Este evento a abalou e lhe provocou uma depressão. Dois anos depois, converteu-se à Igreja Batista. Passou a frequentar o templo Batista localizado na Barra da Tijuca, cidade do Rio de Janeiro, bairro onde vive desde o começo da carreira. Rosanah relata que, um dia, orando em casa, ajoelhada, ela se sentiu paralisada e ouviu uma voz lhe dizendo: "Você precisa ser mãe, necessita de um amor maior. Terá um filho e o nome dele será Davy. Vai para casa e não se preocupe com nada. Não tenha medo. Confie". Ela só conseguiu se mexer novamente após a voz cessar. Ela crê que era Jesus Cristo lhe dando uma prova infinita de amor. Poucos meses depois, ela se descobriu grávida do marido Rodrigo e deu o nome de Davy à criança. Ela se disse fortalecida no amor após ter tido um filho, seu maior sonho, no entanto, Rosana e Rodrigo se divorciaram em menos de três anos do nascimento do filho. Em 2000 ela se batizou nas águas na Igreja Renascer de São Paulo, e passou a cantar músicas gospel.
Em abril de 2011 começou a namorar o ator Saulo Meneghetti, vindo a romper em setembro de 2014. Revelou em entrevistas que decidiu colocar um H no seu nome não por numerologia, pois é evangélica e não acredita nisso, mas sim porque sonhou por três vezes que um anjo escrevia seu nome com H no final, em um painel de luz neon. Em 2012 candidatou-se a vereadora na cidade do Rio de Janeiro pelo PC do B mas não foi eleita, ficando na 967ª colocação com 319 votos.

## Discografia
- 1978 - Fique Um Pouco Mais - (EMI-Odeon) (100.000)
- 1983 - Rosana - (RCA Victor) (30.000)
- 1987 - Coração Selvagem - (Epic/CBS) (300.000)[19]
- 1988 - Vício Fatal / Ao Vivo - (Epic/CBS) (1.250.000)
- 1989 - Onde o Amor Me Leva - (Epic/CBS) (180.000)
- 1990 - Por Donde el Amor Me Lleva - espanhol - (Epic/CBS)
- 1990 - Doce Pecado - (Epic/CBS) (100.000)
- 1992 - Paixão - (Columbia/CBS) (100.000)
- 1993 - Gata de Rua - (Columbia/CBS) (500.000)
- 1994 - Essa sou eu - (Polygran) (100.000)
- 1996 - Vende peixe-se - (Natasha Records) (15.000)
- 2003 - Rosana - (Movieplay) (5.000)

### Outras aparições
- 2011 — Para Sempre: Lenilton & Amigos (música "Elo de Amor")[20]

### Trilhas sonoras
- 1978 - Fique um Pouco Mais - Pecado Rasgado, Rede Globo;
- 1985 - Está em Você - Jogo do Amor, SBT;[21]
- 1986 - Do nada pra lugar nenhum - Hipertensão, Rede Globo;
- 1986 - Nem Um Toque - Roda de Fogo, Rede Globo;
- 1987 - O Amor e o Poder - Mandala, Rede Globo;
- 1988 - Direto no Olhar - O Salvador da Pátria, Rede Globo;
- 1989 - Onde o Amor me leva - O Sexo dos Anjos, Rede Globo;
- 1990 - Cidadã do Mundo - Gente Fina, Rede Globo;
- 1991 - Música e Lágrima - Rosa Selvagem, SBT;
- 1991 - Me Tira do Rumo, part. esp. Emanuel - Rosa Selvagem, SBT;
- 1991 - Riscos do Amor - Salomé, Rede Globo;
- 1994 - Se eu me apaixonar, part. esp. Edmon Costa - Quatro por Quatro, Rede Globo;
- 1997 - Linha de Fogo - Malhação, Rede Globo;
- 2000 - Diga (abertura) - Olhar de Mulher, Rede Record;
- 2001 - Enquanto a vida passa - Roda da Vida, Rede Record;
- 2005 - Ninguém te amou assim - Prova de Amor, Rede Record;
- 2008 - Reencontro, dueto com Rodrigo Faro - Os Mutantes: Caminhos do Coração, Rede Record;
- 2009 - Lovin´ You - trilha internacional de Caras & Bocas, Rede Globo;
- 2010 - Greatest Love of All - trilha internacional de Ti-ti-ti, Rede Globo;

## Controvérsias

### Processo contra aVeja
Em 2012, a cantora processou judicialmente a revista Veja, que foi condenada em primeira instância a pagar uma indenização de 24 mil reais por danos morais. A Justiça do Rio de Janeiro entendeu que a reportagem "causou-lhe sofrimento" por conta da revista ter afirmado que as cirurgias plásticas feitas pelas artista tiveram um resultado "mais exótico do que belo". A defesa da publicação recorreu e alegou que a matéria publicada sobre erros e imperfeições em procedimentos médicos e cirúrgicos é de interesse público. Em segunda instância, a condenação foi reformada pela 10ª Câmara Cível do Tribunal de Justiça do Rio de Janeiro, que interpretou que a reportagem se inseria dentro do contexto jornalístico e dentro dos limites da liberdade de expressão, não havendo que se falar em danos morais.

### Data de nascimento
Em 2014, a cantora processou a Fundação Wikimedia, responsável pela Wikipédia, e o Google, alegando que os sites veiculavam informações falsas e fatos ofensivos à sua honra em sua biografia, como uma data de nascimento supostamente errada. Como resultado de liminar concedida à Rosanah, o acesso à página ficou publicamente indisponível por quase dois anos. Em 2012, a cantora já havia cogitado processar o Google pela primeira vez porque resultados de busca indicavam páginas que lhe davam uma idade que ela alegava estar errada.
Durante a carreira pública de Rosanah, diversas informações divergentes foram publicadas acerca de sua data de nascimento. Em 1970, reportagem de O Jornal, descreve Rosanah como cantora do conjunto Cry Babies e tendo 16 anos de idade (nascimento em 1953 ou 1954). Em 1987, a revista Veja afirmava que a cantora estava com 25 anos (nascimento em 1961 ou 1962). Em 1999, a revista Istoé Gente afirmou que Rosanah estava com 36 anos (nascimento em 1962 ou 1963). Segundo o registro da artista no Dicionário Cravo Albin da Música Popular Brasileira, ela teria nascido em 1968 (anteriormente foi divulgado 1963, porém na versão atual do registro, o ano foi retificado). Em 2008, a Globo.com publicou um vídeoclipe da cantora que supostamente teria sido veiculado no Fantástico em 1978. A gravação apresenta Rosanah no final da puberdade. Em 2010, a revista EGO, publicou que cantora tinha 56 anos e no mesmo ano, a revista publicou "Esbanjando sensualidade aos 42 anos — idade que ela fez questão de corrigir após mal entendido com um site de buscas que havia publicado 56". Em 2012, Fienngo afirmou em entrevista que tinha 44 anos e que nascera em 1968. No mesmo ano, nos documentos entregues ao TSE para sua candidatura, foi constatada uma discrepância na data de nascimento da cantora, pois a maioria dos documentos dizem que Rosanah nasceu em 1954, porém no Cadastro de Pessoas Físicas (CPF) consta o ano de 1968. Em 2016, Rosanah solicitou ao TSE que retificasse sua data de nascimento no site DivulgaCand.

"Pode-se concluir que a divulgação de informações sobre a vida profissional e pessoal da cantora – notoriamente conhecida –, não pode ser considerada abusiva, estando justificada pelo interesse público em torno da biografia da mesma."

– Márcia Cunha, desembargadora da 21.ª Câmara Civel.
Em 14 de setembro de 2016, o verbete sobre a cantora na Wikipédia foi restaurado após uma decisão favorável à Wikimedia. Em 6 de outubro do mesmo ano, os advogados da artista recorreram da decisão. No entanto, em julho de 2017, Rosanah perdeu o processo que movia, pois o Tribunal de Justiça do Rio de Janeiro entendeu que a responsabilidade da informação não era do Google ou da Wikipédia. Na decisão, a desembargadora Márcia Cunha, da 21.ª Câmara Cível, afirmou que a idade da artista havia sido tirada da base de dados do Tribunal Superior Eleitoral (TSE), já que ela foi candidata a vereadora nas eleições de 2012.